# Франсис Пикабия
Фра̀нсис-Ма̀ри Мартѝнес де Пика̀бия (на испански: Francis-Marie Martinez de Picabia) е френски художник и поет.

## Биография и творчество
Майка му е французойка, а баща му е испанец, работещ в посолството на Куба в Париж. В началото на кариерата си Пикабия е повлиян от импресионизма, след 1909 от кубизма.
През 1916 се присъединява към дадаистите, от 1921 към сюрреализма, а след това към абстракционизма.